# Шин, Александр Андреевич
Александр Андреевич Шин (21 ноября 1985, Усть-Каменогорск, Казахская ССР, СССР) — казахстанский хоккеист, центральный и левый нападающий. Воспитанник усть-каменогорского хоккея. Игрок клуба «Торпедо» Усть-Каменогорск.
Бронзовый призёр зимней Универсиады 2007.
Бронзовый призёр Континентального Кубка 2008.